# Sorsele kommun
Sorsele kommun ligger i länet Västerbottens län i landskapet Lappland i Sverige. Kommunen grænser mod vest til Rana kommune i Norge, til Arjeplog kommun i nord, Malå kommun og Lycksele kommun i øst, og Storuman kommun mod syd. Sorsele befolkningsmæssigt Sveriges næstmindste kommune.
Kommunens administration ligger i byen Sorsele.

## Kommunevåbnet
Kommunevåbnet til Sorsele kommun blev valgt efter en konkurrence i 1960'erne og blev fastlagt ved en kongelig resolution i 1970 og derefter registreret af Patent- og registreringsverket i 1974. Våbenskjoldet viser to korslagte blå ski gennemtrængt af et blåt ulvespyd med rød spids. Over spyddet er der en kniv af rensdyrgevir.

## Samisk sprog
Samisk har status som officielt minoritetssprog i kommunen og kommunen indgår i forvaltningsområdet for samisk sprog i Sverige.

## Geografi
Søen Storvindeln ligger i kommunen. Vindelälven er det største vandløb. Dele af bjergområdet Vindelfjällen på grænsen til Storuman kommun er et naturreservat, og omkring halvdelen af kommunens areal ligger i Vindelfjällens naturreservat som er et af Europas største . Syd for Sorsele ligger søen Abmoträsk. I øst er der store mose- og skovområder, og skovbrug og træindustri er vigtige erhverv i kommunen. Rendrift er også et vigtigt erhverv; i fjeldbyen Ammernes ligger det område i Sverige med størst rentæthed.
E45 og Inlandsbanan går gennem kommunen.

## Byer
Eneste by i Sorsele kommun er Sorsele der i 2010 havde 1.277 indbyggere.
Derudover findes tre mindre bebyggelser (folketal den 31. december 2005):
| Nr | Bebyggelse    | Folketal |
| -- | ------------- | -------- |
| 1  | Blattnicksele | 187      |
| 2  | Gargnäs       | 138      |
| 3  | Ammarnäs      | 95       |

## Andre steder
- Lomselenäs
- Grans sameby
- Rans sameby

## Eksterne kilder og henvisninger
1. ↑  Folkmängd i riket, län och kommuner 30 september 2012 och befolkningsförändringar 1 juli - 30 september 2012. Statistiska centralbyrån (30. september 2012).
2. ↑  Det svenske Språkrådets hjemmesider, om minoritetsspråk
3. ↑  "Naturvård, Vindelfjällens naturreservat". Arkiveret fra originalen 15. juli 2015. Hentet 18. januar 2013.
4. ↑  Artikkel om Sorsele kommune i snl.no
5. ↑  Renskötsel i Sorsele Arkiveret 7. december 2013 hos  Wayback Machine Fra Storsele kommunes hjemmeside.
6. ↑  Statistiska centralbyrån den 31 december 2005

- Sorsele kommunes officielle hjemmeside

- Wikimedia Commons har flere filer relateret til Sorsele kommun

65°32′N 17°32′Ø / 65.533°N 17.533°Ø